# Živin fulminat
Živin fulminat - živin(II) fulminat, Hg(CNO)2, je inicijalni eksploziv koji je sintetizirao J. K. von Lowenstern u XVII. stoljeću. Sastav je opisao Edward Charles Howard a Alfred Nobel ga je koristio za detoniranje nitroglicerina.

Živin fulminat je bijeli ili sivi kristalni prah. Toksičan je i netopiv u vodi. Kada je suh vrlo je osjetljiv na udar, trenje i lako se detonira iskrom ili plamenom. Može se
flegmatizirati dodavanjem ulja, masti ili parafina ili prešanjem pod vrlo visokim pritiskom.

## Priprema
Priprema se otapanjem žive u dušičnoj kiselini nakon čega se otopina miješa sa 95 % etanolom. Nakon kratkog vremena dolazi do stvaranja kristala. Kada je reakcija završena kristali se ispiru i usitnjavaju. Dobiva se u malim smeđim ili sivim kristalima u obliku piramide, a ta boja je uzrokovana zbog prisutnosti koloidne žive. Ako se u reakciju dodaju male količine bakra i klorovodične kiseline dobiva se bijela boja.

## Svojstva
Živin fulminat lako je topiv u vrućoj vodi, etanolu i dušičnoj kiselini, ali slabo topljiv u hladnoj vodi.

Živin fulminat se eksplozivno raspada čak i pod niskim mehaničkim ili toplinskim stresom. Ovo proizvodi elementarnu živu, dušik i ugljikov monoksid:
{\displaystyle \mathrm {ONC{-}Hg{-}CNO\longrightarrow Hg+N_{2}+2\ CO} }
Raspad može lako prijeći u detonaciju (v = 5000 m/s) prigušivanjem ili paljenjem većih količina.
Budući da eksplozija proizvodi oblak otrovnih živinih para, danas se više ne koristi kao inicijalni eksploziv.

## Dekompozicija
Toplinska razgradnja živinog(II) fulminata može započeti na temperaturama nižim od 100 °C, iako se odvija puno većom brzinom s porastom temperature.

Moguća reakcija razgradnje živinog(II) fulminata daje plin ugljični dioksid, plin dušik i kombinaciju relativno stabilnih živinih soli.

4 Hg(CNO)2 → 2 CO2 +  N2 +  HgO + 3 Hg(OCN)CN
Hg(CNO)2 → 2 CO +  N2 +   Hg
Hg(CNO)2 → :Hg(OCN)2 ...cijanat ili/i izocijanat
2 Hg(CNO)2 → 2 CO2 +  N2 +  Hg + Hg(CN)2 ...živin(II) cijanid